# Matt Casamassina
Matt Casamassina (Califórnia, 22 de dezembro de 1975) é um jornalista de videogames que trabalhou para a IGN até 23 de Abril de 2010. Sua carreira teve início em 1997, como editor do site N64.com, que viria a se tornar a seção do portal IGN dedicado ao videogame Nintendo 64. Durante seu tempo no site, ele foi o autor de várias análises de jogos da Nintendo  e apareceu, como convidado, no programa Attack of the Show!, exibido nos Estados Unidos pelo canal G4. Ao lado de Craig Harris, Chadd Chambers e Peer Schneider, Matt foi um dos personagens principais do webcomic Cubetoons, publicado pela IGN.
Em 22 de abril de 2010, Casamassina anunciou em seu blog que sairia da IGN para trabalhar no setor de jogos da Apple.